# Jean-Louis Michon
Jean-Louis Michon (* 13. April 1924 in Nancy; † 22. Februar 2013 in Genf) war ein französischer Autor, Islamwissenschaftler und UNESCO-Experte. 

## Biografie
Nachdem er ein Diplom in Rechtswissenschaft und englischer Literatur erlangt hatte, verließ er Paris und begann ein Studium der Politikwissenschaft. Nach der Lektüre von René Guénon verspürte er ein Bedürfnis, sich mit immerwährender Philosophie zu befassen. Er war fasziniert vom Hinduismus und Buddhismus, insbesondere von den Schriften über Zen von Daisetz Teitaro Suzuki, und hätte gerne in Japan einen Zen-Meister aufgesucht, doch Japan befand sich damals im Krieg. 
1945 wurde er GI, kehrte nach Frankreich zurück, um seine Prüfungen abzulegen, und konvertierte mit dem späteren Schādhilīya-Meister Michel Vaslan zum Islam. 1946 unterrichtete er Englisch in Damaskus und reiste darauf im Juli nach Lausanne, wo er sich gemeinsam mit Martin Lings von Frithjof Schuon in Religionsphilosophie unterweisen ließ. 1949 begann er eine Lehre bei einem Architekten als Technischer Zeichner. Mit seiner Frau, die er 1953 geheiratet hatte, wurde er vom Medizinmann Thomas Yellowtail als Mitglied der Crows aufgenommen. Anschließend wurde er ständiger Übersetzer bei der Weltgesundheitsorganisation und promovierte in Islamwissenschaft mit einer Dissertation über den marokkanischen Sufi Ahmad ibn 'Adschiba. Von 1970 bis 1973 unterrichtete er am Tessiner Hochschulinstitut (Istituto ticinese di alti studi) in  Lugano.
Er war einer der 138 Unterzeichner des offenen Briefes Ein gemeinsames Wort zwischen Uns und Euch (engl. A Common Word Between Us & You), den Persönlichkeiten des Islam an „Führer christlicher Kirchen überall“ (englisch: „Leaders of Christian Churches, everywhere …“) am 13. Oktober 2007 sandten.